# Jacques Bonne-Gigault de Bellefonds
Jacques Bonne-Gigault de Bellefonds, vévoda ze Saint-Cloud (1. května 1698 Beaumont-la-Ronce – 20. července 1746 Paříž) byl francouzský římskokatolický kněz, biskup v Bayonne (1735–1741), arcibiskup v Arles (1741–1746) a arcibiskup pařížský (1746).

## Životopis
Jacques Bonne-Gigault de Bellefonds byl biskupme v Bayonne od 8. října 1735 do 20. srpna 1741, arcibiskupem v Arles od 20. srpna 1741 do 4. března 1746 a arcibiskupem v Paříži od 4. března do 20. července 1746. Je znám svým trvalým odporem vůči jansenistům. Několik dní před svou smrtí odsoudil ve jménu náboženství Diderotovo dílo Pensées philosophiques (Filozofické myšlenky). Zemřel na neštovice jen několik měsíců po uvedení do úřadu. Byl pohřben v katedrále Notre-Dame.